# 河庄坪镇
河庄坪镇，是中华人民共和国陕西省延安市宝塔区下辖的一个乡镇级行政单位。

## 行政区划
河庄坪镇下辖以下地区：
河庄坪社区、河庄坪村、兰家坪村、李家洼村、石圪塔村、杜家沟村、小沟村、井家湾村、新尧沟村、陈团沟村、石尧村、芦草湾村、李家湾村、解家沟村、崔圪崂村、刘兴庄村、贺团峪村、若寺湾村、赵家岸村、康家沟村、俄则峪村、红庄村、柳化峪村、田塔村、万庄村、余家沟村、枣圪台村、仲台村和杨老庄村。